# 庞培 (纽约州)
庞培（英語：Pompey）是位于美国纽约州奥农多加县的一个镇，地处雪城东南部。2010年美国人口普查时，该镇有7080人。其名称来源于古罗马政治家、军事家格奈乌斯·庞培。